# Baltasar Hidalgo de Cisneros
Baltasar Hidalgo de Cisneros y de la Torre (6 de janeiro de 1756 – 9 de junho de 1829) foi um oficial da Marinha Espanhola e administrador colonial. Participou da Batalha do Cabo de São Vicente e da Batalha de Trafalgar, e na resistência espanhola contra a invasão de Napoleão em 1808. Foi posteriormente nomeado Vice-rei do Vice-reino do Rio da Prata, substituindo Santiago de Liniers. Dissolveu a Junta governamental de Javier de Elío e sufocou a Revolução de Chuquisaca e a revolução de La Paz. Um cabildo aberto o depôs como vice-rei durante a Revolução de Maio, mas ele tentou ser o presidente da nova junta governamental, mantendo assim o poder. A agitação popular em Buenos Aires não permitiu isso, então ele renunciou. Foi banido de volta à Espanha pouco depois disso, e morreu em 1829.

## Biografia
Baltasar Hidalgo de Cisneros nasceu em 6 de janeiro de 1756, que é a festa religiosa do Dia da Epifania. Por isso foi nomeado Baltasar em homenagem a um dos Reis Magos. Filho de Francisco Hidalgo de Cisneros y Seijas, tenente da Real Marinha Espanhola, e Manuela de la Torre y Galindo de Espinosa. Começou sua carreira naval em 1770 e foi às costas da África e do Peru e participou da campanha militar em Argel. Esteve envolvido na captura de um navio inimigo no Canal da Mancha, e foi promovido a tenente de navio. Em 1795, foi promovido a comandante do San Pablo, parte da frota espanhola sob José de Córdoba y Ramos. A Espanha naquela época estava envolvida na Guerra Anglo-Espanhola. A frota enfrentou uma frota britânica menor, mas foi derrotada na Batalha do Cabo de São Vicente.
Em 1803, estava encarregado do arsenal de Cartagena, sua cidade natal. Em 1805 foi capitão do maior navio espanhol Nuestra Señora de la Santísima Trinidad durante a batalha de Trafalgar, uma grande vitória britânica sobre as frotas espanhola e francesa combinadas. O navio, enquanto engajado em batalha, perdeu um mastro que caiu sobre a cabeça de Hidalgo de Cisneros. Isso causou uma concussão, que o deixou parcialmente surdo pelo resto da vida. Após o incidente, Hidalgo de Cisneros foi apelidado de "El sordo" ("O surdo"). Seu navio, considerado um dos mais poderosos de seu tempo, foi capturado pelo HMS Neptune mas afundou no dia seguinte. Cisneros foi feito prisioneiro e recebeu cuidados médicos. Enquanto estava em cativeiro, foi condecorado com honras de batalha e ao retornar à Espanha foi promovido a tenente-general.

### Trabalho como vice-rei
Após se recuperar de seus ferimentos, Hidalgo de Cisneros recebeu mais promoções e serviu como vice-presidente do conselho governamental ("Junta") de Cartagena. A Junta de Sevilha superior mais tarde resolveu acabar com a insurreição no Rio da Prata, enviando Cisneros para substituir o vice-rei Santiago de Liniers. A Junta considerava Liniers como um rebelde com simpatias bonapartistas conhecido em espanhol como afrancesado. O motim de Álzaga, um golpe fracassado por peninsulares conservadores contra Liniers que era apoiado pela burguesia local emergente, foi considerado como rebelião por Liniers, influenciado por ideias francesas mas que não era um agente napoleônico. A Junta deu a Hidalgo de Cisneros ordens para desembarcar em Montevidéu, levantar exércitos contra Liniers, processá-lo com corte marcial e devolvê-lo sob guarda à Espanha e dissolver a milícia local criolla. Cisneros também tinha ordens para procurar e punir prováveis simpatizantes napoleônicos. A Junta criou um escritório político para conduzir relações exteriores diretas com o Brasil colonial, para controlar a autonomia sendo exercida pelo vice-rei que era vista como potencialmente insubordinada e secessionista.
Chegou a Montevidéu em junho de 1809. Manuel Belgrano propôs a Liniers resistir à sua remoção e rejeitar a nomeação de Cisneros, com base no fato de que Liniers havia sido confirmado como Vice-rei pela autoridade de um rei espanhol, enquanto Cisneros careceria de tal legitimidade. No entanto, Liniers aceitou entregar seu governo a Cisneros sem resistência. Notando que Liniers não era o governador rebelde que a Junta pensava, ele o autorizou a permanecer no Vice-reino. Javier de Elío também aceitou a autoridade do novo Vice-rei e dissolveu a Junta de Montevidéu, tornando-se novamente o Governador da cidade.
Cisneros tentou tomar uma política conciliatória com os muitos grupos políticos conflitantes. Manteve as milícias criollas e concedeu aos seus comandantes alcançar status de veterano, que até então só era permitido aos militares peninsulares. Rearmou as milícias espanholas que foram dissolvidas após o golpe contra Liniers. Também perdoou os responsáveis; Álzaga não foi libertado, mas sua sentença foi alterada para prisão domiciliar. No entanto, as tentativas de agradar os criollos encontraram resistência da Junta, que não aprovou o pedido para promover Cornelio Saavedra ao posto de coronel.
Tentou manter boas relações com os britânicos e os latifundiários removendo as leis que proibiam o livre comércio, mas os comerciantes varejistas forçaram Cisneros a restaurar tais leis. Mariano Moreno, um advogado criollo, escreveu um documento para solicitar a Cisneros a reabertura do livre comércio, intitulado "A Representação dos Latifundiários". É considerado o relatório econômico mais abrangente da época. Cisneros finalmente decidiu conceder uma extensão do livre comércio, que terminaria em 19 de maio de 1810.

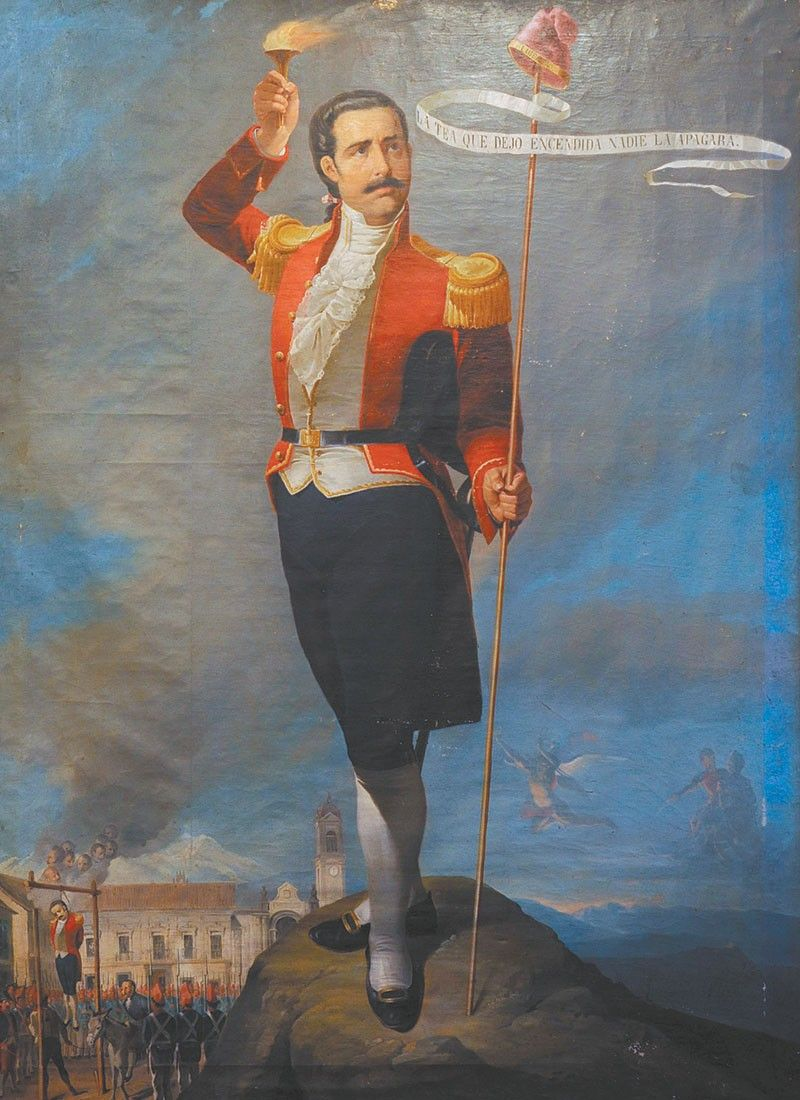
Retrato de Pedro Murillo, por Joaquín Pinto.

Em 25 de maio de 1809, uma revolução em Chuquisaca depôs o governador e presidente da Real Audiência de Charcas, Ramón García de León y Pizarro, e o acusou de apoiar um protetorado português sob a autoridade de Charlotte Joaquina. O comando militar passou para o Coronel Juan Antonio Alvarez de Arenales que, devido à incerteza sobre quem deveria estar encarregado dos assuntos civis, também exerceu alguns poderes civis. Em 16 de julho, na cidade de La Paz, um segundo movimento revolucionário liderado pelo Coronel Pedro Domingo Murillo forçou o governador a renunciar e o substituiu por uma Junta, a "Junta Tuitiva de los Derechos del Pueblo" ("Junta, guardiã dos direitos do povo"), chefiada por Murillo.
Uma reação rápida dos oficiais espanhóis logo derrotou essas rebeliões. Um exército com 1.000 homens enviado de Buenos Aires não encontrou resistência em Chuquisaca, tomou controle da cidade e depôs a Junta. Similarmente, os 800 homens de Murillo foram completamente superados pelos mais de 5.000 homens enviados de Lima. Ele foi posteriormente decapitado junto com outros líderes e suas cabeças exibidas ao povo como dissuasão. As medidas tomadas contra essas revoluções reforçaram o sentimento de iniquidade entre os Criollos, mais ainda porque contrastavam muito com o perdão que Martín de Álzaga e outros receberam após cumprir apenas pouco tempo na prisão. Isso aprofundou ainda mais o ressentimento dos locais contra os espanhóis peninsulares. Entre outros, Juan José Castelli esteve presente nos procedimentos da Universidade de São Francisco Xavier onde o Silogismo de Chuquisaca foi desenvolvido. Isso influenciaria muito sua posição durante a semana de maio.
Em 25 de novembro de 1809 Cisneros criou o Tribunal de Vigilância Política com o objetivo de perseguir os apoiadores das "ideologias francesas", e aqueles que encorajavam a criação de regimes políticos que se opunham à dependência da Espanha. No entanto, rejeitou uma proposta do economista José María Romero de banir várias pessoas que eram consideradas perigosas ao regime espanhol: Saavedra, Paso, Chiclana, Vieytes, Balcarce, Castelli, Larrea, Guido, Viamonte, Moreno, Sáenz e Belgrano, entre muitos outros. Todas essas medidas, e uma proclamação emitida pelo Vice-rei para prevenir a disseminação de notícias que pudessem ser consideradas subversivas, fizeram os Criollos pensarem que um pretexto formal seria suficiente para tomar ações que levariam ao estouro de uma revolução. Em abril de 1810, Cornelio Saavedra expressou sua famosa frase aos seus amigos: Ainda não é hora, deixem que os figos amadureçam e então os comeremos.

### Revolução de Maio

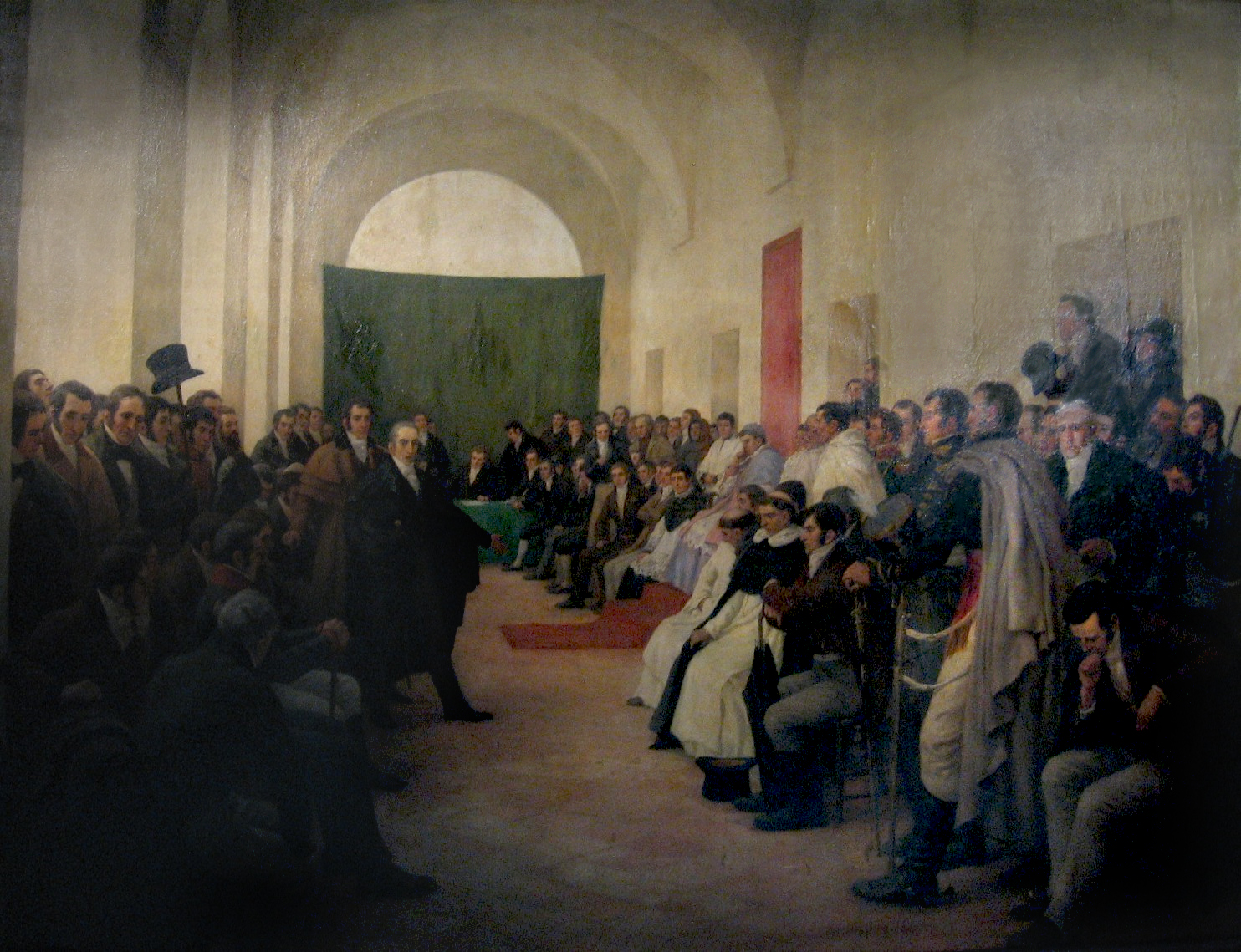
O cabildo aberto de 22 de maio.

A notícia da queda da Junta de Sevilha chegou a Buenos Aires em maio de 1810. Com tanto o rei da Espanha quanto a Junta removidos do poder, muitas pessoas pensaram que Cisneros não tinha legitimidade para governar, iniciando a Revolução de Maio. Cisneros tentou acalmar a população, sem sucesso. Chamou os comandantes dos exércitos locais e solicitou seu apoio, mas eles o negaram. Cisneros foi finalmente forçado a permitir um cabildo aberto, que discutiria o que fazer. Embora essas reuniões fossem geralmente compostas pela população mais rica, o exército e um grupo de manifestantes conspiraram para impedir a entrada de muitas pessoas ricas e permitir pessoas comuns em vez disso.
O cabildo aberto decidiu acabar com o mandato do vice-rei Cisneros, e estabelecer uma Junta governamental em seu lugar. No entanto, o Cabildo distorceu a vontade do cabildo aberto, e nomeou Cisneros como presidente da Junta; ele permaneceria no poder, embora sob um novo título. A Junta fez o juramento do cargo, mas a agitação popular tornou-se incontrolável. No final do mesmo dia em que a Junta foi nomeada, os membros renunciaram, e Cisneros também o fez. Inicialmente, o Cabildo rejeitou sua renúncia, mas a agitação popular foi tão alta que o próprio Cabildo foi parcialmente invadido pelos manifestantes. A renúncia de Cisneros foi finalmente aceita, e a Primera Junta foi nomeada em seu lugar, com membros propostos pelo povo. Uma vez deposto, Cisneros despachou um mensageiro para Córdoba, para informar o ex-vice-rei dos eventos, e conferindo-lhe a autoridade para reunir um exército e depor a Junta.

### Retorno à Espanha
Após ser deposto, Cisneros formalmente tornou-se um cidadão comum em Buenos Aires, sob a proteção da Junta. Alguns dias depois, assistiu a uma missa em honra do rei Fernando VII. No entanto, a Junta desconfiava dele, então foi banido para as Ilhas Canárias, junto com os membros da Real Audiência de Buenos Aires, sob o pretexto de que sua vida estava em perigo. Sua esposa Inés de Gaztambide ficou em Buenos Aires como sua representante, mas ela deixou a cidade depois e se mudou para Montevidéu. Montevidéu, uma cidade que rejeitou a Junta de Buenos Aires, a recebeu como uma rainha. A contrarrevolução de Liniers foi completamente derrotada pelas forças de Buenos Aires, e Liniers capturado e executado.
Uma vez na Espanha, Cisneros mudou-se para Cádiz, para se submeter ao juízo de residência. O governo não tinha queixas sobre seu governo, e o promoveu a capitão-general de Cádiz. Foi preso durante uma revolta na Espanha, e libertado após o retorno de Fernando VII. Foi então nomeado capitão-general de sua cidade natal de Cartagena em 1823, e morreu em 1829.